# Bocce ai XVII Giochi del Mediterraneo - Pétanque doppio femminile
Le competizioni di bocce nella categoria pétanque doppio femminile si sono tenute fra il 25 e il 27 giugno 2013 alla Bocce Tesisi di Mersin.

## Risultati
Le 7 coppie partecipanti vengono incluse in due gruppi rispettivamente da 4 e 3 coppie ciascuno. Le prime due di ciascun gruppo disputano le semifinali.

### Fase a eliminazione diretta
|  | Semifinali | Semifinali | Semifinali |        |         | Finale          | Finale          | Finale          |  |
|  |            |            |            |        |         |                 |                 |                 |  |
|  | Turchia    | Turchia    | 8          |        |         |                 |                 |                 |  |
|  | Turchia    | Turchia    | 8          |        |         |                 |                 |                 |  |
|  | Tunisia    | Tunisia    | 13         |        |         |                 |                 |                 |  |
|  | Tunisia    | Tunisia    | 13         |        | Tunisia | Tunisia         | 13              |                 |  |
|  |            |            |            |        | Tunisia | Tunisia         | 13              |                 |  |
|  |            |            | Spagna     | Spagna | 8       |                 |                 |                 |  |
|  | Spagna     | Spagna     | Spagna     | Spagna | 8       | 13              |                 |                 |  |
|  | Spagna     | Spagna     |            |        |         | 13              |                 |                 |  |
|  | Francia    | Francia    | 7          |        |         | Finale 3º posto | Finale 3º posto | Finale 3º posto |  |
|  | Francia    | Francia    | 7          |        |         |                 |                 |                 |  |
|  |            |            |            |        |         |                 |                 |                 |  |
|  |            |            |            |        |         | Turchia         | Turchia         | 0               |  |
|  |            |            |            |        |         | Turchia         | Turchia         | 0               |  |
|  |            |            |            |        |         | Francia         | Francia         | 13              |  |